# Kenneth M. Setton
Kenneth Meyer Setton (New Bedford, Massachusetts, 17 de juny de 1914 – Princeton, Nova Jersey, 18 de febrer de 1995) fou un historiador estatunidenc expert en història de l'Europa medieval, especialment en les Croades.

## Vida i obra
Després d'una infància difícil en la qual hagué de guanyar-se la vida des dels 13 anys, Setton aconseguí llicenciar-se el 1936 a la Universitat de Boston. El 1938 obtingué el títol de màster i el doctorat el 1941 a la Universitat de Colúmbia amb una tesi amb el títol Christian Attitude Toward the Emperor in the Fourth Century dirigida per Lynn Thorndike. Setton fou professor successivament a les universitats de Boston, Manitoba, Pennsylvania (1950-65) i en el període 1965-68 a la Universitat de Wisconsin. A partir de 1968 va treballar a l'Institute for Advanced Study a Princeton.
Els seus estudis se centraren en l'Europa medieval i particularment en l'època de les Croades. Passà gairebé vint anys elaborant el seu volum clàssic The Papacy and the Levant, 1204-1571 (4 volums) que fou premiat amb diversos premis (Haskins Medal de la Medieval Academy of America el 1980 pels primers volums i el John Frederick Lewis Prize de la Philosophical Society el 1980 pels darrers). També publicà un llibre sobre la dominació catalana d'Atenes en el segle xiv.
Setton creia que hom s'havia d'aproximar a les fonts històriques en la llengua original, cosa que el portà a parlar italià, francès, alemany i català, a més conèixer el llatí i grec clàssics.
Des de 1958 fou membre corresponent de la Secció Històrico-Arqueològica de l'Institut d'Estudis Catalans. Rebé el premi Catalonia de l'IEC el 1976.

## Publicacions
- Christian Attitudes Toward the Emperor in the Fourth Century.  Columbia University Press, 1941., Tesi de doctorat
- The Bulgars in the Balkans and the occupation of Corinth in the seventh century.  Mediaeval Academy of America, 1950.
- The Papacy and the Levant, 1204-1571. quatre volums.  American Philosophical Society, 1976–1984. ISBN 978-0-87169-114-9.
- History of the Crusades. five volumes.  University of Wisconsin Press, 1955–1990. ISBN 978-0-299-04834-1., editor en cap amb Harry W. Hazard, Robert Lee Wolff, Marshall W. Baldwin i Norman P. Zacour com a coautors
- Venice, Austria and the Turks in the 17th Century.  American Philosophical Society, 1991. ISBN 978-0-87169-192-7.
- Western Hostility to Islam.  American Philosophical Society, 1992. ISBN 978-0-87169-201-6.
- Catalan Domination of Athens, 1311-1388.
- The Catalans in Greece (1975). Publicada el 1987 traduïda al castellà per Juan Godo i col·laboració de Josep Maria Ainaud i Jaume Sobrequés per Ediciones Orbis el 1987 Los catalanes en Grecia ISBN 84-7634-104-0
- Europe and the Levant in the Middle Ages and Renaissance.
- Athens in the Middle Ages.